# Trino Arizcorreta
José Trino Arizcorreta Sein, conocido en el mundo del fútbol como Trino, fue un futbolista internacional español de la década de 1920.

## Biografía
Trino nació en San Sebastián en 1902. Comenzó a jugar el fútbol en el CD Fortuna de San Sebastián, de donde llegó en 1923 a la Real Sociedad de Fútbol, cumplidos los 21 años. Jugaba en la demarcación de centrocampista.
Trino permaneció durante 7 temporadas en este equipo jugando 128 partidos y marcando 5 goles. Con la Real Sociedad Trino se proclamó en 3 ocasiones Campeón de Guipúzcoa y llegó en 1928 a disputar la triple final del Campeonato de España contra el Fútbol Club Barcelona en la que vencieron finalmente los catalanes. Aquel mismo año 1928 participó junto con otros jugadores de la Real Sociedad en los Juegos Olímpicos de Ámsterdam 1928 con la selección española y alcanzando los cuartos de final. Ocho jugadores de aquella Real Sociedad: Jesús Izaguirre, Amadeo Labarta, Martín Marculeta, Paco Bienzobas, Ángel Mariscal, Cholín, Kiriki y el propio Trino participaron en aquella Olimpiada.
En 1929 formó parte del histórico primer once de la Real Sociedad en la Liga española de fútbol. En las dos temporadas que jugó en la Primera división española disputó 25 partidos y marcó 2 goles. Se retiró del fútbol en 1930.

## Selección nacional
Fue internacional con la Selección nacional de fútbol de España en 3 ocasiones, sin marcar ningún gol.
Debutó en un amistoso contra Portugal el 8 de enero de 1928 en Lisboa en el que España empató a 2.
Posteriormente fue convocado para la disputa ese mismo año de los Juegos Olímpicos de Ámsterdam 1928, donde jugó dos partidos. Contribuyó a una goleada contra México por 7-1 y posteriormente participó en el encuentro de cuartos de final en el que Italia se impuso a España por 7-1 y España fue eliminada del torneo. Su último partido como internacional fue en Ámsterdam el 4 de junio de 1928.

## Clubes
| Club                        | País   | Año       |
| --------------------------- | ------ | --------- |
| CD Fortuna de San Sebastián | España | ¿ ?-1923  |
| Real Sociedad               | España | 1923-1931 |

## Títulos

### Campeonatos regionales
| Título                  | Club          | País   | Año  |
| ----------------------- | ------------- | ------ | ---- |
| Campeonato de Guipúzcoa | Real Sociedad | España | 1925 |
| Campeonato de Guipúzcoa | Real Sociedad | España | 1927 |
| Campeonato de Guipúzcoa | Real Sociedad | España | 1929 |

- Datos: Q5691332